# どんどん (弁当屋)
株式会社どんどん（アルファベット表記：DonDon）は、静岡県を中心に関東・中部地方にて持ち帰り弁当チェーン店「お弁当どんどん」を展開する日本の企業である。

## 概要
2024年現在、静岡県内を中心に1都4県に約70店舗を展開。

## 沿革
1981年　創業者・吉原一裕（よしはら かずひろ）が静岡県清水市（現・静岡市清水区）梅田町に「お弁当どんどん」１号店を開店。
1982年5月1日　法人化。
1993年　山梨県内に出店し県外初進出。
2023年　8月25日、東京都の投資会社・株式会社unlock.ly（アンロックリー）が特別目的会社（SPC）を通じ当社全株式を譲受。

## テレビCM
定番CMとして3人の回答者が芝地で早押しクイズを争い、「今、話題のハッピーグルメ弁当とは？」の出題に、女性が「どんどん？」と答えて正解・勝利するという内容のものが放送されている。出演者のうち女性はローカルタレントの有森夏伽であり、地元のテレビ番組やイベントに出演しているほか、「有森なつか」名義で演歌歌手としても活動を行っている。このCMは2020年4月時点で約30年間放送されており、静岡のCMとして知名度が高い。出演していた有森夏伽に『あの人は今!?』などから出演依頼が何度かあったが、本人の意向により静岡放送「イブアイしずおか」に出演するまではすべて断っていたことが明かされている。
2013年8月より長年同社の弁当のチラシ用写真を担当するプロカメラマン杉山雅彦に焦点を当てた「カメラマン編」が流されたことがあるが、2019年時点では再び上記のCMのみが放送されている。
2021年9月、どんどんから公式に承諾を得て、静岡セキスイハイム不動産のCMで、ローカルタレントの久保ひとみとしずな～び（静岡セキスイハイム不動産のゆるキャラ）出演による「どんどん オマージュ編」が放送されている。CM内の撮影地やカメラアングル、CM最後に登場する弁当写真などは元CMとほぼ同一である。